# Auguste Prost
Pour les articles homonymes, voir Prost.
Gabriel Auguste Prost est un archéologue, historien du pays messin et érudit français né à Metz le 11 août 1817 et mort à Paris le 14 juillet 1896.

## Biographie
Gabriel Auguste Prost est le fils de Pierre Prost, lieutenant colonel du corps royal du génie à Metz, puis commandant de l'Arsenal, et de Joséphine Simon. Son grand-père maternel est François Gabriel Simon, banquier et président du tribunal de commerce de Metz au moment de sa naissance.
Il fait ses études au lycée royal de Metz et voyage en Italie. Il travaille pendant huit ans dans la banque familiale. À la mort de ses parents, il hérite d'un important patrimoine et jouit de ses rentes et de ses biens qu'il fait fructifier. Resté célibataire, il consacre tout son temps libre à l'étude de l'histoire du pays messin.
Il est l'un des fondateurs de la Société d'histoire et d'archéologie de la Moselle en 1858. Il devient  membre du conseil municipal de Metz en 1865 et est réélu en juillet 1870. Après la déclaration de la guerre franco-prussienne de 1870, la place de Metz est encerclée. Membre du conseil municipal, Prost participe à l'organisation de la défense de la ville et assiste à la capitulation après la reddition de l'armée française commandée par le maréchal Bazaine. À la demande du maire de Metz, Félix Maréchal, et du conseil municipal, Prost rédige un mémoire pour démontrer le caractère très anciennement français de la culture de la ville et de ses habitants. Les Allemands refusent ses arguments et annexent la ville de Metz, "rançon de la France". Prost rédige peu après à partir de ses notes Le Blocus de Metz en 1870. Il dépose comme témoin au procès du maréchal Bazaine. Refusant l'annexion de sa ville, il choisit de rester français et s'installe à Paris, boulevard Malesherbes. Il est alors admis comme membre de la Société nationale des antiquaires de France.
Il revenait chaque année à Metz et séjournait dans une maison qu'il y avait conservé et qu'habitait son neveu, Maxime de la Vernette. Il continuait à assister à des séances à l'Académie de Metz et à publier dans ses Mémoires, et dans le Lorrain. À la suite de tensions entre la France et l'Allemagne en 1887-1888, le chancelier Bismarck impose un passeport pour entrer en Alsace-Moselle. Prost est alors interdit de retourner à Metz.
À sa mort, il lègue 1 200 francs de rente annuelle à l'Institut pour récompenser un ouvrage sur l'histoire de Metz, et 100 000 francs à la Société des Antiquaires de France pour la publication d'ouvrages sur l'histoire du pays Messin composant la série des Mettensia.
Auguste Prost était membre des sociétés savantes suivantes :
- Société d'archéologie et d'histoire de la Moselle, membre fondateur en 1858[4]
- Académie nationale de Metz,
- Société nationale des antiquaires de France, associé en 1862, membre en 1871, président en 1881-1882,
- Société de l'histoire de Paris et de l'Île-de-France,
- Conseil des bâtiments civils de la Moselle de 1847 à 1870.

## Publications
Entre 1846 et 1893, il est l'auteur de 139 publications.

### Livres
- J.-F. Blondel et son œuvre, typographie de Rousseau-Pallez, Metz, 1860 (lire en ligne)
- Albestroff, siège d'une châtellenie de l'évêché de Metz, typographie Rousseau-Pallez, Metz, 1861 (lire en ligne)
- Jean des Lacs. Souvenir d'une excursion dans les Vosges, typographie Rousseau-Pallez, Metz, 1864 (lire en ligne)
- Études sur l'Histoire de Metz - Les Légendes, Rousseau-Pallez imprimeur-libraire, Metz, 1865 (lire en ligne)
- avec Justin Worms et Em. Michel, Le Blocus de Metz en 1870, imprimerie de E. Réau, Metz, 1871
- Mémoire adressé à l'Assemblée nationale à Bordeaux par les membres du Conseil municipal de la ville de Metz rédigé par Auguste Prost, imprimerie de G. Gounouilhou, Bordeaux, 1871 (lire en ligne)
- Tables dressées par M. Aug. Prost des morceaux accessoires, documents et titres contenus dans les deux éditions de l'"Histoire de Lorraine" par dom Calmet, Librairie de la Société bibliographique, Paris, 1877 (lire en ligne)
- Notice sur la collection des manuscrits de la Bibliothèque de Metz, Imprimerie nationale, Paris, 1877 (lire en ligne)
- Étude sur le régime ancien de la propriété. La vesture et la prise de ban à Metz, L. Larose libraire-éditeur, Paris, 1880 (lire en ligne) (lire en ligne)]
- Les Sciences et les arts occultes au XVIe siècle. Corneille Agrippa, sa vie et ses œuvres, Champion, Paris, 1881, tome 1, 1882, tome 2
- La Cathédrale de Metz. Étude sur ses édifices actuels et sur ceux qui les ont précédés ou accompagnés depuis le Ve siècle, imprimerie Even frères & Cie, Metz, 1885 (lire en ligne)
- La justice privée et l'immunité, Paris, 1887 (lire en ligne)
- Aix-la-Chapelle, étude sur le nom de cette ville, Paris, 1892
- Les institutions judiciaires dans les Cités de Metz, Berger-Levrault et Cie, Paris, 1893 (lire en ligne)
- Études sur l'Histoire de Metz - Les Légendes édition posthume, imprimerie Daupeley-Gouverneur, Nogent-le-Rotrou, 1897 (lire en ligne)
- Le blocus de Metz en 1870 publication du conseil municipal de Metz, Mémoires pour la ville de Metz dans les négociations de paix entre la France et l'Allemagne publication du conseil municipal de Metz, La Lorraine et l'Allemagne, imprimerie Daupeley-Gouverneur, Nogent-le-Rotrou, 1898 (lire en ligne)

### Articles
- « Mémoire sur la classification chronologique des édifices religieux du pays Messin, depuis le milieu du XIe. siècle jusqu'au milieu du XVIe », dans Congrès archéologique de France. 13e session. Metz, Trèves, Autun, Chalons, Lyon. 1846, Société française pour la conservation des monuments historiques, Paris, 1847, p. 271-305 (lire en ligne)

Dans le même congrès il a rédigé « Visite des monuments de Metz - cathédrale », p. 132-140 et « Appendice à la visite des monuments de Metz », p. 162-172
- « Sur la découverte des fragments d'un monument antique à Merten, dans l'ancien département de la Moselle », dans Comptes rendus des séances de l'Académie des Inscriptions et Belles-Lettres, 1878, 22e année, no 2, p. 92-94 (lire en ligne)
- « Note sur Cissonius et Mogontia », dans Comptes rendus des séances de l'Académie des Inscriptions et Belles-Lettres, 1878, 24e année, no 3, p. 265-268 (lire en ligne)

## Distinction
- Officier d'académie en 1879.
- Chevalier de la Légion d'honneur en 1882[5].

## Hommage
- Rue Auguste-Prost à Metz (quartier du Sablon).
- École Auguste-Prost à Metz (quartier du Sablon).